# Petros (Czarnohora)
Petros (ukr. Петрос) – szczyt w Czarnohorze. Jeden z najwyższych (czwarty w kolejności) szczytów Ukrainy (2020 m n.p.m.). Położony między górą Szeszuł a Howerlą.
Porośnięty w większości roślinnością subalpejską oraz pasami kosodrzewiny i lasu świerkowego.